# Marleen Veldhuis

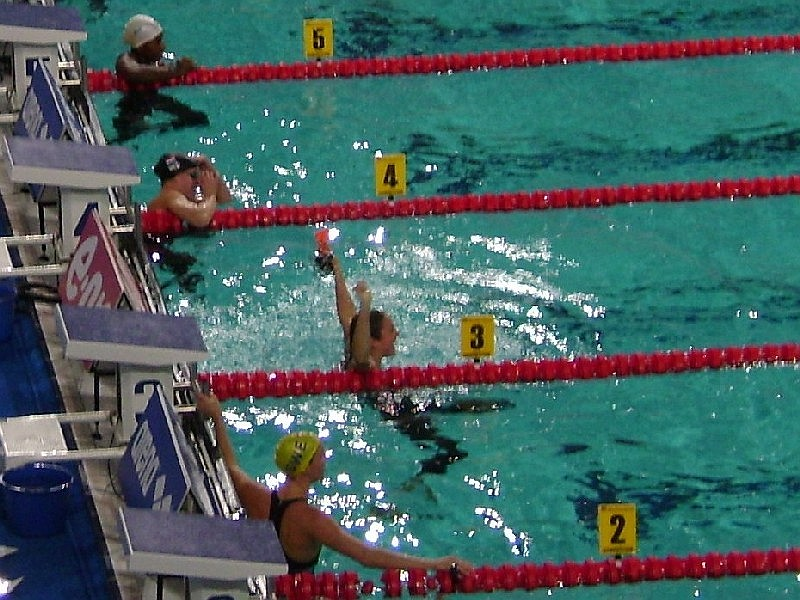
Marleen Veldhuis viert haar wereldrecord op de 50 m vrij op het EK Zwemmen 2008

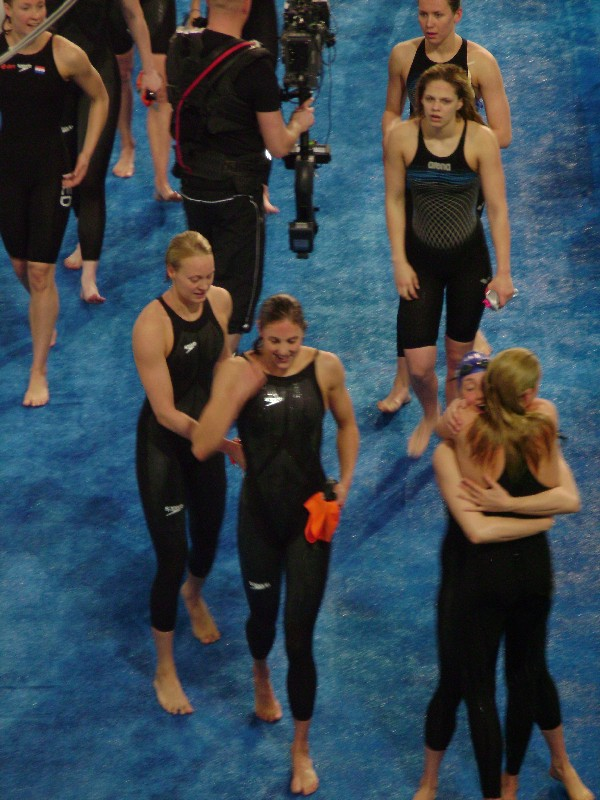
Marleen Veldhuis en Inge Dekker direct na hun bronzen race op de 4x100m wisselslag op het EK Zwemmen 2008

Magdalena Johanna Maria (Marleen) Veldhuis (Borne, 29 juni 1979) is een voormalig internationaal topzwemster uit Nederland. Ze werd olympisch kampioene, meervoudig wereldkampioene, meervoudig Europees kampioene en meervoudig Nederlands kampioene op verschillende zwemdisciplines. Ook zwom ze vijf Nederlandse records op de 50, 100 en 200 meter vrije slag.

## Loopbaan
In oktober 2004 won Veldhuis een gouden medaille op de 50 meter vrije slag bij de wereldkampioenschappen kortebaan (25 meter) in Indianapolis. Haar echte internationale doorbraak kwam bij de wereldkampioenschappen langebaan (50 meter) in Melbourne in 2007. Ze werd daar tweede op de 100 meter vrije slag. Daarnaast behaalde ze in Melbourne brons op de 50 meter vrije slag en in de estafette 4x100 meter vrije slag als slotzwemster.
Met die prestatie maakte de sprintster van Swimteam haar grotendeels mislukte optreden bij de Olympische Spelen in Athene goed. Veldhuis won in de Griekse hoofdstad weliswaar de bronzen medaille met de Nederlandse estafetteploeg op de 4x100 meter vrije slag, maar reikte op haar individuele nummers (50 en 100 vrij) niet tot de finale ondanks een veelbelovende voorbereiding.
Een jaar later, bij de EK kortebaan 2005 werd Veldhuis de 'koningin' van het toernooi door vier gouden medailles in de wacht te slepen. Op de 100 meter vrije slag kwam ze tot een tijd van 52,84 wat een halve seconde sneller was dan de tijd van Hanna-Maria Seppälä die tweede werd. Ook op de halve afstand, de 50 meter vrij, was Veldhuis de sterkste. Dit keer was het verschil kleiner (0,05 seconden) maar was de tijd van 24,32 voldoende voor de Europese titel.
De laatste twee gouden medailles werden behaald op de estafette nummers. Samen met Hinkelien Schreuder, Inge Dekker en Chantal Groot haalde Veldhuis als slotzwemster de finish in een nieuwe wereldrecordtijd van 1.36,76 op de 4x50 meter vrije slag. Een dag later, maar dan zonder Chantal Groot en met Moniek Nijhuis werd er wederom een wereldrecord gezwommen, dit keer op de 4x50 meter wisselslag. De dames hadden een tijd van 1.47,44 nodig om het goud in de wacht te slepen.
Bij de Wereldkampioenschappen kortebaanzwemmen 2006 in Shanghai moest Veldhuis haar titel op de 50 meter vrije slag van de WK in Indianapolis (2004) proberen te prolongeren. Dit lukte haar niet, ze werd derde in een tijd van 24,25. Op de 100 meter vrije slag pakte Marleen de zilveren plak in een tijd van 53,33. In de dames estafette 4x 100 meter vrije slag. Inge Dekker 53,52 (pr); Hinkelien Schreuder 53,63; Chantal Groot 54,00 en Marleen Veldhuis 52,17 werd het wereldrecord met ruim een seconde verbeterd (3.33,32) en hiermee werden ze wereldkampioen.
Tijdens de Wereldbekerwedstrijd in Berlijn op 17 november 2007 verbeterde Marleen het wereldrecord kortebaan op de 50 meter vrije slag tot 23,58. Tijdens de Wereldkampioenschappen korte baan 2008 in Manchester wist ze dit record aan te scherpen tot 23,25.
Veldhuis is een voormalig waterpoloster, die op relatief late leeftijd met competitief zwemmen begon. Haar opleiding genoot ze grotendeels bij zwemclub De Whee in Goor. Daarna zwom ze bij Top Zwemmen Amsterdam. Op dit moment traint Veldhuis in Eindhoven bij het Nationaal Zweminstituut Eindhoven.
Op 18 december 2007 werd Veldhuis gekozen tot Sportvrouw van het jaar 2007.
Op 24 maart 2008 won Veldhuis goud op de 50 meter vrije slag tijdens het EK met een wereldrecord tijd van 24,09. Na vijf dagen was ze dit wereldrecord alweer kwijt, Libby Trickett zwom in Sydney voor het eerst onder de 24 seconden (23,97). Op de Olympische Spelen van 2008 in Peking vertegenwoordigde ze Nederland op de 4 x 100 m vrije slag, 100 m vrije slag, 50 m vrije slag en 4 x 100 m wisselslag. Op de 4x100 meter vrije slag estafette won ze als slotzwemster met haar teamgenotes Inge Dekker, Ranomi Kromowidjojo en Femke Heemskerk een gouden medaille. Ze finishten in 3.33,76 en waren hiermee 0,57 sneller dan de Amerikaanse estafetteploeg en 1,29 dan Australische estafetteploeg.
Veldhuis sloot haar loopbaan af tijdens de  Olympische Spelen van 2012 in Londen. Veldhuis won zilver met de 4x100 meter vrije slag estafetteploeg (met Inge Dekker, Ranomi Kromowidjojo en Femke Heemskerk) en behaalde haar eerste individuele olympische medaille in haar allerlaatste race: brons op de 50 meter vrije slag.
Veldhuis heeft een studie technische bedrijfskunde afgerond. In 2013 verhuisde ze met haar man en twee kinderen naar Sydney. In 2015 beviel ze van een derde kind.

## Resultaten

### Internationale toernooien
| Jaar | Olympische Spelen                                                                                         | WK langebaan                                                                                        | WK kortebaan                                                                                    | EK langebaan | EK kortebaan |
| ---- | --- | --------------------------------------------------------------------------------------------------- | ----------------------------------------------------------------------------------------------- | --- | --- |
| 2002 | | | geen deelname                                                                                   | 24e 200m vrije slag · 4x100m vrije slag · 5e 4x200m vrije slag                                                          | 5e 100m vrije slag · 4x50m vrije slag · 4x50m wisselslag                                                                                       |
| 2003 | | 7e 50m vrije slag 8e 100m vrije slag 4e 4x100m vrije slag 7e 4x200m vrije slag 6e 4x100m wisselslag |                                                                                                 | | 50m vrije slag · 100m vrije slag · 6e 200m vrije slag · 4x50m vrije slag · 4x50m wisselslag                                                    |
| 2004 | 9e 50m vrije slag · 11e 100m vrije slag · 4x100m vrije slag · 9e 4x200m vrije slag · 6e 4x100m wisselslag | | 50m vrije slag · 100m vrije slag                                                                | 4e 50m vrije slag · 100m vrije slag · 8e 200m vrije slag · 4x10 m vrije slag · 5e 4x200m vrije slag · 4x100m wisselslag | 50m vrije slag · 100m vrije slag · 5e 50m vlinderslag · 4x50m vrije slag · 4x50m wisselslag                                                    |
| 2005 | | 50m vrije slag · 5e 100m vrije slag · 4e 4x100m vrije slag                                          |                                                                                                 | | 50m vrije slag · 100m vrije slag · 4x50m vrije slag · 4x50m wisselslag                                                                         |
| 2006 | | | 50m vrije slag · 100m vrije slag · 4x100m vrije slag                                            | 50m vrije slag · 100m vrije slag · 4x100m vrije slag · 5e 4x100m wisselslag                                             | 50m vrije slag · 100m vrije slag · 4x50m vrije slag                                                                                            |
| 2007 | | 50m vrije slag · 100m vrije slag · 4x100m vrije slag                                                |                                                                                                 | | 50m vrije slag · 100m vrije slag · 4x50m vrije slag                                                                                            |
| 2008 | 5e 50m vrije slag · 6e 100m vrije slag · 4x100m vrije slag                                                | | 50m vrije slag · 100m vrije slag · 4x100m vrije slag · 4x200m vrije slag · 4e 4x100m wisselslag | 50m vrije slag · 100m vrije slag · 4x100m vrije slag · 4e 4x200m vrije slag · 4x100m wisselslag                         | 50m vrije slag · 100m vrije slag · 4e 100m vlinderslag · 4x50m vrije slag · 4x50m wisselslag                                                   |
| 2009 | | 50m vrije slag · 5e 50m vlinderslag · 8e 100m vlinderslag · 4x100m vrije slag                       |                                                                                                 | | geen deelname |
| 2010 | | | geen deelname                                                                                   | geen deelname | 17e 50m vrije slag · 17e 50m vlinderslag · 4x50m vrije slag · Veldhuis zwom enkel de series · 4x50m wisselslag · Veldhuis zwom enkel de series |
| 2011 | | 50 meter vrije slag · 4x100m vrije slag                                                             |                                                                                                 | | geen deelname |
| 2012 | 50m vrije slag · 4x100m vrije slag                                                                        | |                                                                                                 | geen deelname | |

### Nationale titels
- Nederlands kampioene korte baan 50 meter vlinderslag - 2007, 2010
- Nederlands kampioene korte baan 100 meter vlinderslag - 2010
- Nederlands kampioene korte baan 200 meter vlinderslag - 2001
- Nederlands kampioene korte baan 50 meter vrije slag - 2002, 2003, 2004, 2005, 2007, 2008
- Nederlands kampioene korte baan 100 meter vrije slag - 2002, 2003, 2004, 2005, 2007, 2008, 2010
- Nederlands kampioene korte baan 200 meter vrije slag - 2003, 2004
- Nederlands kampioene 50 meter vlinderslag - 2007
- Nederlands kampioene 100 meter vlinderslag - 2008
- Nederlands kampioene 200 meter vlinderslag - 2001, 2009
- Nederlands kampioene 50 meter vrije slag - 2002, 2003, 2004, 2005, 2006, 2008, 2011 (juni)
- Nederlands kampioene 100 meter vrije slag - 2002, 2003, 2004, 2005, 2007
- Nederlands kampioene 200 meter vrije slag - 2003, 2004

### Onderscheidingen
- Amsterdams sportvrouw van het jaar - 2004
- Nederlands sportvrouw van het jaar - 2007

## Records
| Wereldrecords (8)                                                     | Wereldrecords (8) | Wereldrecords (8) | Wereldrecords (8) |
| --------------------------------------------------------------------- | ----------------- | ----------------- | ----------------- |
| 4×100 m vrije slag (met Dekker, Kromowidjojo, Heemskerk)              | 3.31,72           | 26 juli 2009      | Rome              |
| 50 m vrije slag(korte baan)                                           | 23,25             | 13 april 2008     | Manchester        |
| 4×50 m vrije slag (korte baan) (met Schreuder, Kromowidjojo, Dekker)  | 1.33,80           | 12 december 2008  | Rijeka            |
| 4×100 m vrije slag (korte baan) (met Schreuder, Kromowidjojo, Dekker) | 3.28,22           | 19 december 2008  | Amsterdam         |
| 4×200 m vrije slag (korte baan) (met Dekker, Heemskerk, Kromowidjojo) | 7.38,90           | 9 april 2008      | Manchester        |
| 4×50 m wisselslag (korte baan) (met Schreuder, Nijhuis, Kromowidjojo) | 1.45,73           | 13 december 2008  | Rijeka            |
| Europese records (9)                                                  |                   |                   |                   |
| 4×100 m vrije slag (met Dekker, Kromowidjojo, Heemskerk)              | 3.31,72           | 26 juli 2009      | Rome              |
| 50 m vrije slag (korte baan)                                          | 23,25             | 13 april 2008     | Manchester        |
| 100 m vrije slag (korte baan)                                         | 51,74             | 21 december 2008  | Amsterdam         |
| 4×50 m vrije slag (korte baan) (met Schreuder, Kromowidjojo, Dekker)  | 1.33,80           | 12 december 2008  | Rijeka            |
| 4×100 m vrije slag (korte baan) (met Schreuder, Kromowidjojo, Dekker) | 3.28,22           | 19 december 2008  | Amsterdam         |
| 4×200 m vrije slag (korte baan) (met Dekker, Heemskerk, Kromowidjojo) | 7.38,90           | 9 april 2008      | Manchester        |
| 4×50 m wisselslag (korte baan) (met Schreuder, Nijhuis, Kromowidjojo) | 1.45,73           | 13 december 2008  | Rijeka            |
| (Stand: 4 augustus 2012)                                              |                   |                   |                   |

## Persoonlijke records
| Onderdeel         | Tijd 25 m bad | Jaar | Tijd 50 m bad | Jaar |
| ----------------- | ------------- | ---- | ------------- | ---- |
| 50 m vrije slag   | 23,25 (ex-WR) | 2008 | 23,96 (ex-NR) | 2009 |
| 100 m vrije slag  | 51,74 (ex-ER) | 2008 | 53,17 (ex-NR) | 2008 |
| 200 m vrije slag  | 1.55,56       | 2008 | 1.58,26       | 2006 |
| 400 m vrije slag  | 4.20,45       | 2008 | 4.20,95       | 2003 |
| 800 m vrije slag  | 8.59,14       | 2005 | 9.32,65       | 2006 |
| 50 m rugslag      | 29,05         | 2004 | 29,56         | 2007 |
| 100 m rugslag     | 1.01,11       | 2005 | 1.03,44       | 2007 |
| 50 m vlinderslag  | 25,88         | 2007 | 25,28 (NR)    | 2009 |
| 100 m vlinderslag | 57,00         | 2008 | 56,69         | 2009 |
| 200 m vlinderslag | 2.12,17       | 2007 | 2.14,39       | 2009 |

1912: Moore, Fletcher, Speirs, Steer ·
1920: Woodbridge, Schroth, Guest, Bleibtrey ·
1924: Donnelly, Ederle, Lackie, Wehselau ·
1928: Lambert, Osipowich, Saville, Norelius ·
1932: Johns, Saville, McKim, Madison ·
1936: Selbach, Wagner, den Ouden, Mastenbroek ·
1948: Corridon, Kalama, Helser, Curtis ·
1952: I. Novák, Temes, É. Novák, Szőke ·
1956: Fraser, Leech, Morgan, Crapp ·
1960: Spillane, Stobs, Wood, von Saltza ·
1964: Stouder, de Varona, Watson, Ellis ·
1968: Barkman, Gustavson, Pedersen, Henne ·
1972: Babashoff, Barkman, Kemp, Neilson ·
1976: Peyton, Sterkel, Babashoff, Boglioli ·
1980: Krause, Metschuck, Diers, Hülsenbeck ·
1984: Johnson, Steinseifer, Torres, Hogshead ·
1988: Otto, Meißner, Hunger, Stellmach ·
1992: Haislett, Martino, Thompson, Torres ·
1996: Martino, Van Dyken, Fox, Thompson ·
2000: Van Dyken, Shealy, Thompson, Torres ·
2004: Mills, Lenton, Thomas, Henry ·
2008: Dekker, Kromowidjojo, Heemskerk, Veldhuis ·
2012: Coutts, C. Campbell, Elmslie, Schlanger ·
2016: McKeon, Elmslie, B. Campbell, C. Campbell ·
2020: B. Campbell, Harris, McKeon, C. Campbell ·
2024: O'Callaghan, Jack, McKeon, Harris